# 中山町 (浜松市)
中山町（なかやまちょう）は静岡県浜松市中央区の町名。丁番を持たない単独町名である。住居表示未実施。

## 地理
浜松市中央区の中心部、西地区の東部に位置する。東で高町及び利町、西・南で鴨江町、北で三組町と接する。

### 学区
- 浜松市立西小学校
- 浜松市立西部中学校

## 歴史

### 町名の由来
当町ができる1925年頃は人家が少なく、山の中のようであったことから山中町という案がでた。しかし、古くから中山という字名があったことから中山町と命名された。

### 沿革
- 1925年（大正14年）5月1日 -  地籍整理により、大字利、大字鴨江及び大字三組の各一部を合わせて中山町を新設[書籍 2]。
- 2007年（平成19年）4月1日 - 浜松市が政令指定都市となる。中山町は中区の一部となる。
- 2024年（令和6年）1月1日 - 浜松市の行政区再編により、中山町は中央区の一部となる。

## その他

### 警察
警察の管轄は以下の通りである。
| 番・番地等 | 警察署         | 交番・駐在所 |
| ---------- | -------------- | ------------ |
| 全域       | 浜松中央警察署 | 東伊場交番   |

### 消防署
消防の管轄区域は以下の通りである。
| 番・番地等 | 消防署   | 本署/出張所 |
| ---------- | -------- | ----------- |
| 全域       | 中消防署 | 鴨江出張所  |

### 書籍
1. ↑  『わがまち文化誌 学びの里 祈りの丘』浜松市県居公民館、2000年4月25日、270頁。
2. ↑  『浜松市史 三』浜松市役所、1980年3月26日、354,356頁。

### WEB
1. ↑  “h02_22.csv”.   総務省 (2022年2月10日). 2024年10月2日閲覧。
2. ↑  “chuouku_menseki.xlsx”.   浜松市 (2024年3月12日). 2024年10月2日閲覧。
3. ↑  “静岡県 浜松市中央区 中山町の郵便番号 - 日本郵便”.   日本郵便. 2025年2月15日閲覧。
4. ↑  “市外局番の一覧”.   総務省 (2022年3月1日). 2024年10月2日閲覧。
5. ↑  “事業所案内及び管轄地域（事務所3件、分室3件）”.   一般社団法人静岡県自動車会議所. 2024年10月2日閲覧。
6. ↑  “住居表示実施状況”.   浜松市 (2024年1月4日). 2024年6月13日閲覧。
7. ↑  “東伊場交番｜静岡県警察”.   静岡県警察 (2024年1月1日). 2024年6月13日閲覧。
8. ↑  “消防署の町別管轄「な」／浜松市”.   浜松市 (2023年4月3日). 2024年6月17日閲覧。